# Martin Milanow
Martin Milanow (bulgarisch Мартин Миланов; * 10. Juni 1978 in Sofia) ist ein ehemaliger  bulgarischer Eishockeyspieler, der den Großteil seiner Karriere beim HK Slawia Sofia in der bulgarischen Eishockeyliga spielte. Seit 2014 ist er Cheftrainer des Klubs. Zudem ist er Vizepräsident des Bulgarischen Eishockeyverbandes und Präsident der Balkan Eishockey Liga.

## Karriere
Martin Milanow begann seine Karriere als Eishockeyspieler in der Nachwuchsabteilung des bulgarischen Rekordmeisters HK Slawia Sofia, bei dem er 2000 auch in der bulgarischen Eishockeyliga debütierte. Mit Slawia gewann er 2001, 2002, 2004, 2005, 2008 und 2009 den bulgarischen Meistertitel. 2008 und 2009 war er der Topscorer der bulgarischen Liga. 2001, 2002, 2003, 2004, 2008 und 2009 konnte er mit seinem Team auch den Pokalwettbewerb gewinnen. In der Spielzeit 2010/11 spielte er beim HK Lewski Sofia, kehrte aber bereits 2011 zu Slawia zurück, bei dem er 2013 seine Karriere beendete.

### International
Im Juniorenbereich stand Milanow für Bulgarien bei der U18-C2-Europameisterschaft 1995, der U18-D-Europameisterschaft 1996 und der Junioren-D-Weltmeisterschaft 1997 auf dem Eis.
Mit der bulgarischen Herren-Nationalmannschaft nahm Milanow an den Weltmeisterschaften der Division II 2001, 2002, 2003, 2004, 2005, als er der Spieler mit den meisten Torvorlagen war, 2006, 2008, 2009, 2011, 2012 und 2013 teil. Dabei war er 2009 Torschützenkönig des Turniers und wurde 2012 zum besten Stürmer gewählt. In beiden Jahren wurde er zudem als bester bulgarischer Spieler ausgezeichnet. Zudem vertrat er seine Farben bei der Qualifikation für die Olympischen Winterspiele 2006 in Turin.

### Trainertätigkeit
In der Spielzeit 2011/12 betreute er die U16-Mannschaft von Slawia Sofia als Cheftrainer in der bulgarischen U16-Liga. In der Folgesaison war er zusätzlich Cheftrainer der U18-Mannschaft von Slawia. Seit 2014 ist er auch für das Herren-Team in der bulgarischen Eishockeyliga verantwortlich. Zudem ist er Vizepräsident des Bulgarischen Eishockeyverbandes und Präsident der Balkan Eishockey Liga.
Bei den U-18-Weltmeisterschaften 2010 und 2012 sowie bei den U-20-Weltmeisterschaften 2012, 2013 und 2014 war er jeweils Chefcoach der Bulgarischen Mannschaft in der Division III. Bei der Qualifikation zur B-Gruppe der Division II Frauen-Weltmeisterschaft war er General-Manager des bulgarischen Frauenteams.

## Erfolge und Auszeichnungen
- 2001 Bulgarischer Meister mit dem HK Slawia Sofia
- 2001 Bulgarischer Pokalsieger mit dem HK Slawia Sofia
- 2002 Bulgarischer Meister mit dem HK Slawia Sofia
- 2002 Bulgarischer Pokalsieger mit dem HK Slawia Sofia
- 2003 Bulgarischer Pokalsieger mit dem HK Slawia Sofia
- 2004 Bulgarischer Meister mit dem HK Slawia Sofia
- 2004 Bulgarischer Pokalsieger mit dem HK Slawia Sofia
- 2005 Meiste Vorlagen bei der Weltmeisterschaft der Division II, Gruppe A
- 2005 Bulgarischer Meister mit dem HK Slawia Sofia
- 2008 Bulgarischer Meister mit dem HK Slawia Sofia und Topscorer der Liga
- 2008 Bulgarischer Pokalsieger mit dem HK Slawia Sofia
- 2008 Bulgarischer Pokalsieger mit dem HK Slawia Sofia
- 2009 Bulgarischer Meister mit dem HK Slawia Sofia und Topscorer der Liga
- 2009 Bulgarischer Pokalsieger mit dem HK Slawia Sofia